# ۱۱۸۵ (قمری)
۱۱۸۵ (قمری)، هزار و صد و هشتاد و پنجمین سال در گاهشماری هجری قمری است. اول محرم این سال برابر با شانزدهم آوریل سال ۱۷۷۱ میلادی است.

## وابسته
- عبدالمجید طالقانی
- خوشنویسی اسلامی